# U-1163
U-1163 – niemiecki okręt podwodny (U-Boot) typu VII C/41 z okresu II wojny światowej. Okręt wszedł do służby w 1943 roku.

## Historia
Wcielony do 8. Flotylli U-Bootów celem szkolenia załogi, od sierpnia 1944 roku kolejno w 11. i 13. Flotylli jako jednostka bojowa.
U-1163 odbył cztery patrole bojowe, podczas jednego z nich zatopił radziecki statek o pojemności 433 BRT.
Poddany 9 maja 1945 w Kristiansand-Süd (Norwegia), przebazowany 29 maja do Loch Ryan (Szkocja).
Zatopiony 11 grudnia 1945 roku w ramach operacji Deadlight przez lotnictwo.